# Australobolbus rubescens
Australobolbus rubescens är en skalbaggsart som beskrevs av Hope 1841. Australobolbus rubescens ingår i släktet Australobolbus och familjen Bolboceratidae. Inga underarter finns listade.